# Staletá Praha
Staletá Praha je mezioborový odborný recenzovaný časopis pro národní kulturní dědictví, památkovou péči, archeologii, historický vývoj a dějiny umění v Praze, zařazený na seznam recenzovaných neimpaktovaných periodik v ČR. Přináší zejména příspěvky zaměřené na nové poznatky související s movitými i nemovitými pražskými památkami a průřezovou evidenci jednotlivých časopiseckých či sborníkových titulů z pohledu pragensií. Časopis cílí do řad vědecké obce i kulturní veřejnosti. Vychází dvakrát ročně v češtině s cizojazyčnými souhrny. První číslo každého ročníku časopisu je věnováno především tématům z obecné a stavební historie, z dějin umění a architektury, urbanismu a významným osobnostem, teorii a praxi památkové péče apod. Druhé číslo podchycuje témata archeologická a starší stavebněhistorická.

## Historie
Roku 1965 byla založena jako (dvou)ročenka Pražského střediska státní památkové péče a ochrany přírody, kterou tato instituce začala vydávat pod vedením svého prvního ředitele Zdislava Buřívala s redakční radou, ve které se postupně vystřídali František Holec, Hubert Ječný, Eva Janská-Šádová, Karel Kibic, Viktor Kotrba, František Roubík, Dobroslav Líbal, Josef Mayer, Vladimír Píša, Jaromír Strejček, Ivan Šperling, Zdeněk Maria Zenger a krátce byl členem také Otakar Štorch-Marien. Technickou redakci zajišťovala Alena Neumannová, vydávalo nakladatelství Orbis, později Panorama. Byly v ní publikovány výsledky uměleckohistorických, archeologických a přírodovědných průzkumů, rekonstrukce a restaurování pražských památek, parků a zahrad. Přispívali do ní především pracovníci této instituce. Od roku 1978 byla tematika více ideologizována, jak vyžadovalo vedení druhého (normalizačního) ředitele střediska, plukovníka ing. Oldřicha Podzemského. K uvolnění dozoru došlo od roku 1988 za vedení třetího ředitele, Mgr. Ivana Baťky. Fotografické přílohy dodávali nejdříve Josef Ehm,  Jitka Janatková a Zdeněk Helfert, později Roman Maleček ml. a Vlastimil Kvapil.
Od roku 2009 byla Staletá Praha zařazena na seznam recenzovaných periodik. Obsah je indexován v databázích SCOPUS, EBSCO a ERIH PLUS.

## Charakteristika
Vydavatelem časopisu je Národní památkový ústav, územní odborné pracoviště v Praze, státní příspěvková organizace.
Časopis je víceoborový, zaměřuje se na historii a vývoj Prahy a informace o vydaných pragensiích. Je určen jak vědecké obci, tak čtenářům z řad kulturní veřejnosti. Jsou zde uveřejňovány dosud nepublikované vědecké odborné texty související s pražskými památkami. Vychází v češtině s cizojazyčnými souhrny. Staletá Praha navazuje na řadu stejnojmenných sborníků, vydávaných od roku 1965. Počínaje ročníkem XXV/2009 vychází dvakrát ročně.

### Současná struktura
- Studie – recenzované studie a články vycházející z původního výzkumu
- Materiálie – recenzované stati vycházející z původního výzkumu
- Review – recenzované původní přehledové vědecké stati (nevycházejí z původního výzkumu)
- Sdělení – nerecenzované kratší články, které nemusí vycházet z původního výzkumu; popularizace pro odbornou veřejnost
- Bibliografická služba – průřezy jednotlivými publikačními tituly z hlediska evidence pragensií, autorské a věcné rejstříky
- Aktuality – aktuální dění v oboru, společenské zprávy; nově prohlášené nemovité kulturní památky na území hl. m. Prahy za minulý rok; stavebněhistorické a operativní průzkumy a dokumentace provedené NPÚ v Praze v předchozím roce

## Aktuální vedoucí redaktoři
PhDr. Jarmila Čiháková, Mgr. Pavla Savická (alternace dle zaměření čísla)

## Témata sborníků (do roku 2003)
- 1 (1965): vše bez tematizace
- 2 (1967): vše bez tematizace
- 3 (1971): vše bez tematizace
- 4 (1972): vše bez tematizace
- 5 (1973): vše bez tematizace
- 6 (1974): vše bez tematizace
- 7 (1975): Pražské památky období 1860–1960 a jejich ochrana
- 8 (1979): Třicet let památkové péče v Praze
- 9 (1979): Praha Karla IV.
- 10 (1980): Pražské zahrady a parky. Archeologické výzkumy
- 11 (1981): Pražské památky pokrokových tradic
- 12 (1982): Památková péče a umělecká řemesla
- 13 (1983): Technika a památky
- 14 (1984): Praha husitská
- 15 (1985): Přírodovědný význam Prahy
- 16 (1986): Památková péče v uplynulém desetiletí
- 17 (1987): Pražské vojenské památky
- 18 (1988): Výsledky archeologických, uměleckohistorických a stavebních průzkumů
- 19 (1989): Praha bojující
- 20 (1990): Památky pražského venkova
- 21 (1991): Královská cesta
- 22 (1992): Památky pod zemí
- 23 (1997): Pražské památky 19. a 20. století
- 24 (2003): Archeologické výzkumy a stavebně historické průzkumy památek